# Antropologie culturală
Antropologia culturală este o disciplină științifică care studiază viața culturală a omului așa cum este aceasta prezentă în societate și istorie - cu obiectele, ideile și acțiunile sale.

## Etimologie
- <antropologie> este un termen care provine din cuvântul grec anthropos și înseamnă "om".
- <culturală> trimite la un înțeles larg al culturii, care include sfera socială, economică, politică, religioasă etc. a comportamentelor umane.

## Antropologia culturală, știință socială
Antropologia culturală este considerată o știință socială complexă (și uneori numită antropologie socială, sau antropologie socio-culturală), care adesea îmbină perspective ale altor științe sociale, precum sociologie, psihologie, istorie.

Ca știință socială, antropologia studiază omul social, prin tot ceea ce acesta presupune, de exemplu, de la modul în care își construiește relația cu divinitatea, până la modul în care se îmbracă - considerând că toate aceste lucruri sunt utile pentru înțelegerea acestuia ca om cultural.
Antropologia, ca orice știință, face cercetări. Cercetările sale se referă la:
- urmărirea modului în care trăiesc oamenii: cum locuiesc, ce mănâncă, cu ce se îmbracă, ce podoabe poartă
- ce relații se stabilesc între aceștia: rudenie, prietenie, dușmănie, interes, colegialitate, relații de putere
- cum rezolvă aceștia diverse probleme (ca adaptarea la mediu sau reacția în fața unei schimbări în viața lor): strategii, schimbare a modului de trai, exploatare a relațiilor, utilizare a resurselor
- cum își reglează, normează și simbolizează aceste evenimente (legi, valori, comportamente, instituții, ideologii implicate): simboluri, ritualuri, legi, tabuuri, sancțiuni

În acest înțeles antropologia nu studiază omul ca ființă ontologică sau biologică, aceste dimensiuni fiind obiectul altor discipline sau științe, ci ca ființă culturală.
Cu toate acestea, există un limbaj care utilizează termenul "antropologie" în înțeles foarte vast, însemnând "orice discurs despre om", deci și filozofic sau biologic.
Antropologia culturală restrânge această utilizare spre înțelesurile precizate, făcând-o astfel mai riguroasă științific și înscriind-o în respectarea unei metodologii specifice.

## Metodele de cercetare antropologică
Principalele metode antropologice sunt:
- observația: ce se întâmplă? ce fac oamenii?, care este cadrul acțiunii lor? ce obiecte idei și comportamente sunt implicate?, care este contextul cultural, social, economic, politic, religios al acțiunilor lor?
- interviul: ce spun oamenii?, care este opinia lor?, cum își descriu ei cadrul în care se mișcă și cum își justifică ei acțiunile?, ce spun despre ceea ce fac, au făcut și vor face ei și alți cunoscuți?, ce știu despre idei și acțiuni, cadrul ideilor și acțiunilor și contextul cultural, social, economic, politic, religios al acestora?
- documentarea: ce scrie despre oameni și acțiunile lor? cum sunt anunțate, normate, reglementate, valorizate, sancționate ideile și acțiunile care îi vizează pe oameni?, ce descrieri anterioare cercetării antropologice există despre acești oameni, obiectele lor, ideile lor, cadrul în care aceștia își desfășoară acțiunile și contextul cultural, social, economic, politic și religios al vieții lor?

Metodologia antropologică s-a dezvoltat oarecum independent de celelalte științe sociale în cadrul a ceea ce au însemnat primele cercetări antropologice în regiuni izolate, tribale, "primitive" - unde primii antropologi de teren au dezvoltat metoda observației participative (locuirea pentru o perioadă și împărțirea unei vieți comune împreună cu oamenii studiați în vederea înțelegerii lor). 
Această metodă de teren a devenit astăzi (când granițele dintre științele sociale tind să se estompeze) trăsătură definitorie pentru recunoașterea profesională a antropologiei.

## Perspectiva antropologică
Perspectiva antropologică se referă la un anumit mod (profesionist) de a privi, percepe, înțelege și explica fenomenele culturale, sau, în genere, de a oferi o analiză dinspre datele "umane" sau "omenești" ale unui fenomen, privit în particularitatea sa ca parte a realității socio-culturale.
Grup de indieni "cu pene pe cap",  dansând în piața publică din Ciudad de Mexico, 2005 Arhivat în 26 mai 2005, la Wayback Machine.
Un antropolog privește într-un anumit mod - ceea ce se întâmplă (gesturi, interacțiune umană, îmbrăcăminte, podoabe, culori, obiecte); percepe într-un anumit mod - cadrul, condițiile și  contextul în care se petrec (spațiu deschis, trecători, mașini; etnie, vârstă, sex ale participanților; Mexicul contemporan cu toate trăsăturile sale); caută să înțeleagă la modul - comprehensiv ce se întâmplă (caută motivații, rațiuni, simboluri, interese ale acestui comportament, iar nu îl judecă după criterii estetice, etice sau ale unei culturi diferite contextului în care e performat); caută să explice la modul - rațional (logic, legic, conform unor teorii) de ce acești oameni fac ceea ce fac.
Astfel putem afla despre acești oameni:
- relațiile dintre ei, comunitatea lor, cultura lor, raporturile cu instituții, autorități sau trecători,
- relațiile de vârstă, de gen, ierarhice, de putere, de apartenență la un anumit grup - care există între ei; modul în care sunt construite, semnificația și urmările acestor relații,
- modul în care își fabrică obiectele și îmbrăcămintele,  modul în care își repertoriază și repetă ritualurile și dansurile și referințele pe care le conferă acestora în cultura “etnică” din care provin și cultura urbană în cadrul căreia le performează,
- modalitățile, strategiile pe care le  urmează pentru a performa într-un asemenea fel, într-un asemenea loc, și conform condițiilor și intereselor la care se supun,
- interesele politice (identitare ale grupului etnic, de afirmare și câștigare  a unor drepturi, de protest față de autorități) pe care le urmăresc,
- interesele economice pe care le urmăresc (de câștig din plata directă a unei arte stradale tip "etno", din vânzarea unor produse “specifice” grupului etnic, de atracție pentru turiștii care vizitează orașul Ciudad de Mexico);
- modul în care sunt manipulați de către autorități (posibilitatea ca acestea să îi considere drept imagine națională a "culturii mexicane", potrivită pentru a se exprima în centrul capitalei; posibilitatea ca acestea să îi folosescă ca punct de atracție pentru turiștii care caută "folclor mexican" sau "autenticul civilizației maya"; posibilitatea ca aceștia să-i folosească pentru a indica faptul că drepturile și cultura grupurilor etnice sunt prețuite și promovate);
- modul în care sunt interperlați de către trecători (posibilitatea ca aceștia să îi admonesteze, să dorească să se fotografieze cu ei, să le sugereze noi modalități de exprimare și utilizarea unor noi obiecte, idei, acțiuni…);

Perspectiva antropologică este și o perspectivă critică asupra culturii și lumii sociale. Descrierile culturale, proiectele sociale sau programele de ameliorare a vieții și a umanității au dat adesea greș în istorie tocmai pentru că le-a lipsit o perspectivă antropologică.
- care să le echilibreze la condițiile reale de viață, de comportament, de așteptări, de valori, de posibilități etc. ale unui anumit grup uman (ex: programe de dezvoltare regională, politici sociale etc.)
- care să parcurgă o critică aplicată și să evalueze dimensiunile lor ideologice (naționaliste, totalitariste, patriarhaliste, colonialiste, capitaliste, comuniste, ecologiste, pacifiste, liberaliste, feministe, progresiste etc.)
- care să le indice gradul de utopie, de inaderență la realitatea umană a unor asemenea proiecte (ex: tradiționalismul, paseismul, insula fericiților, rasismul, eugenia, clonarea etc.)

În fine, perspectiva antropologică:
- implică o privire holistică (sunt urmărite toate aspectele care interesează o temă, precum s-a exemplificat mai sus);
- implică o privire comparativă (aceste aspecte și tema în sine comportă comparații cu alte aspecte și teme din alte regiuni, alte timpuri, respectiv având alte condiții de existență); și
- implică o analiză de profunzime (nu se mulțumește cu constatarea, exemplificarea sau clasificarea unui fenomen ci caută să-i descopere motivațiile și sensurile manifestării sale).

## A se vedea și
- Antropologie (dezambiguizare)

## Legături externe
- Societatea de Antropologie Socială și Culturală din România - SASC Arhivat în 16 mai 2015, la Wayback Machine.
- Obiectul de studiu al antropologiei culturale. Antropologie socială - antropologie culturală. Caracterul interdisciplinar al antropologiei culturale.